# British Hard Court Championships 1981
Il British Hard Court Championships 1981 è stato un torneo di tennis giocato sulla terra rossa. È stata l'12ª edizione del torneo, che fa parte del Volvo Grand Prix 1981. Si è giocato a Bournemouth in Gran Bretagna dal 20 al 27 aprile 1981.

## Campioni

### Singolare maschile
Víctor Pecci ha battuto in finale  Balázs Taróczy con il punteggio di 6–3, 6–4

### Doppio maschile
Ricardo Cano /  Víctor Pecci hanno battuto in finale  Buster Mottram /  Tomáš Šmíd con il punteggio di 6–4, 3–6, 6–3